# Tollius curtulus
Tollius curtulus är en insektsart som först beskrevs av Carl Stål 1859.  Tollius curtulus ingår i släktet Tollius och familjen krumhornskinnbaggar. Inga underarter finns listade i Catalogue of Life.